# Lungotevere degli Inventori
Il lungotevere degli Inventori è il tratto di lungotevere che collega piazza Augusto Righi a piazza Antonio Meucci, a Roma, nel quartiere Portuense.
Il lungotevere prende nome dalla toponomastica della zona, dedicata a vari scienziati inventori; è stato istituito con delibera del governatore il 12 dicembre 1940.